# Pop (album, Čao Portorož)
Pop (stilizirano kot POP) je tretji studijski album ljubljanske indie rock skupine Čao Portorož, izdan 24. januarja 2020 pri založbi Kapa Records.
Album je bil izdan po nekajletnem obdobju neaktivnosti skupine. Najavljen je bil decembra 2019, ko je skupina izdala singl »Cocks on the Rocks«. Ta je zabeležil spremembo glasbenega sloga skupine v smeri bolj elektronske oz. synthpopovsko naravnane glasbe z uporabo sintesajzerjev, vocoderja, auto-tunea in ritem mašine.

## Glasba
Pesmi so odpete v mešanici slovenskega, bosanskega in angleškega jezika.
Besedilo na koncu pesmi »Katarina«, ki se večkrat ponovi, se glasi: »Katarina / čas je zakresal«, kar je pastišna referenca na Katarino Čas in Katarino Kresal.

## Kritiški odziv
Na Radiu Študent je bil album uvrščen na 19. mesto na seznam Domače naj Tolpe bumov™ leta 2020, seznam najboljših slovenskih albumov leta. Na mednarodnem portalu Beehype je bil uvrščen med "ostale priporočene albume" leta 2020 iz Slovenije.

### Priznanja
| objava        | uvrstitev | seznam                            |
| ------------- | --------- | --------------------------------- |
| Radio Študent | 19.       | Domače naj Tolpe bumov™ leta 2020 |
| Beehype       | –         | Best albums of 2020               |

## Seznam pesmi
Vse pesmi je napisala skupina Čao Portorož.
| Št.             | Naslov               | Dolžina |
| --------------- | -------------------- | ------- |
| 1.              | „Cocks on the Rocks‟ | 3:02    |
| 2.              | „Sladjana‟           | 5:23    |
| 3.              | „Ljubavnik‟          | 4:56    |
| 4.              | „Ave Maria‟          | 0:37    |
| 5.              | „Katarina‟           | 5:14    |
| 6.              | „Peter‟              | 4:44    |
| 7.              | „Džimi Džoni‟        | 3:49    |
| Skupna dolžina: | Skupna dolžina:      | 27:46   |

Opombe
- Naslov pesmi »Džimi Džoni« je stilizirano napisan kot »DŽimi DŽoni«.[1]

## Zasedba

### Čao Portorož
- Anže Petrič — kitara
- Gregor Andolšek — vokal, kitara
- Ivian Kan Mujezinović — bas kitara, vokal
- Aljoša Cetinski — bobni

### Ostali
- Enrico Berto — pomoč pri snemanju
- Žarko Pak — miks, produkcija
- Mina Fina — oblikovanje
- Jean-Pierre Chalbos — mastering